# 3-氯丙酸
3-氯丙酸是一种有机化合物，化学式为ClCH2CH2CO2H，它是无色或白色固体，可用作药物或合成中间体，它可由丙烯酸和氯化氢反应制得。
它和三苯基膦在甲苯中回流反应，可以得到三苯基羧乙基氯化𬭸。在三氟甲磺酸的存在下，它和1,3-苯二酚加热反应，可以得到3-氯-1-(2,4-二羟基苯基)-1-丙酮。